# 紀元前411年
紀元前411年（きげんぜん411ねん）は、ローマ暦の年である。
当時は、「ムギラヌスとルティルスが共和政ローマ執政官に就任した年」として知られていた（もしくは、それほど使われてはいないが、ローマ建国紀元343年）。紀年法として西暦（キリスト紀元）がヨーロッパで広く普及した中世時代初期以降、この年は紀元前411年と表記されるのが一般的となった。

## 他の紀年法
- 干支 : 庚午
- 日本
  - 皇紀250年
  - 孝昭天皇65年
- 中国
  - 周 - 威烈王15年
  - 秦 - 簡公4年
  - 晋 - 烈公5年
  - 楚 - 簡王21年
  - 斉 - 宣公45年
  - 燕 - 簡公4年
  - 趙 - 献侯13年
  - 魏 - 文侯35年
  - 韓 - 武子14年
- 朝鮮
  - 檀紀1923年
- ベトナム :
- 仏滅紀元 : 134年
- ユダヤ暦 : 3350年 - 3351年

## できごと

### ギリシア
- アテナイの民主主義体制が、アンティポン、テラメネス (Theramenes)、ペイサンドロス 、プリュニコス (Phrynichos) といった、 スパルタやその同盟国に対する戦争に力を注ぐことを求める極端寡頭派によって倒され、いわゆる「四百人寡頭政」が成立した。アテナイによるシケリア（シチリア）遠征は、完全な失敗に終わり、その後に続いた多くの従属的同盟者たちの反乱は、アテナイの財政を極端に悪化させた。革命運動の大義が、体制変革による財政再建であったにもかかわらず、財政は悪化した。しかし、高圧的な統治を行なった四百人寡頭政は、4か月間しか存続できなかった。
- アテナイの外港であるペイライエウス（現在のピレウス）の城塞化に従事していた軍部隊で反乱が発生した際、寡頭政権は鎮圧にあたるべくテラメネスを派遣した。ところが、テラメネスは自らが反乱者側に就いてその指導者となった。極端寡頭派の指導者であったプリュニコス (Phrynichos) が暗殺されると、その後のアテナイの民会は四百人寡頭政を廃止し、伝統的な体制を復活させたが、市民の特権の一部は「五千人の政治」と称される組織によって制限されることになった。民会は、市民全員から成る委員会という形で、旧来の姿を取り戻した。
- トラシュブロスに率いられたアテナイの艦隊は、サルディスにいたアルキビアデスを呼び返した。アルキビアデスの選出は、テラメネスの求めにより、アテナイの民会でも追認された。トラシュブロスとアルキビアデスが指揮したアテナイ艦隊は、キュノッセマの海戦 (Battle of Cynossema) でヘレスポントス（ボスポラス海峡）にいたスパルタ艦隊を撃破した。
- アンティポンは、死刑を求刑された男による弁明としては史上最高の演説であったとトゥキディデスが評した自己弁護を行なった。しかし、告訴したものたちを説得することはできず、反逆罪で処刑された。

### 文学
- エウリピデスの悲劇『タウリケのイピゲネイア (Iphigenia in Tauris)』が上演された。
- アリストパネスの喜劇『女の平和』が上演された。

## 誕生
- ティモレオン (Timoleon) - ギリシアの政治家、将軍（おおよその年代）（紀元前337年没）

## 死去
- アンティポン - アテナイの政治家、雄弁家（紀元前480年生）
- プリュニコス (Phrynichos) - アテナイの将軍（暗殺）